# Asja Lācis

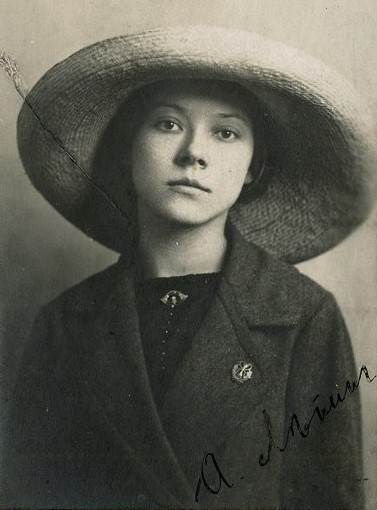
Foto de Asja Lācis atriz e diretora Letã.

Asja Lācis (em russo:  Анна 'Ася' Эрнестовна Лацис, Anna 'Asya' Ernestovna Latsis; em alemão:  Asja Lazis; 19 de outubro de 1891 – 21 de novembro de 1979) foi uma atriz e diretora de teatro letã.

## Biografia
Bolchevique, nos anos vinte, ela se tornou famosa por sua  trupe de teatro proletário para crianças e agitprop na Rússia Soviética e na Letônia.
Em 1922, mudou-se para a Alemanha , onde conheceu Bertolt Brecht e Erwin Piscator, aos quais  introduziu as ideias de Vsevolod Meyerhold e Vladimir Maiakovski.
Em 1924, conheceu o filósofo e crítico alemão Walter Benjamin em Capri, com quem manteve uma relação amorosa pelos anos seguintes, tendo com ele visitado Moscou e Riga. A ela é creditada a influência que fez Benjamim envolver-se com o Marxismo.
Depois de ser presa por vários anos na Rússia Estalinista, ela se mudou para Letónia  em 1948, onde viveu sua velhice ao lado de seu marido, o crítico de teatro alemão Bernhard Reich. Entre 1950 - 57 ela foi o principal diretor da Valmiera Teatro de Drama, empregando técnicas esquerdistas de vanguarda em suas produções de palco. Sua filha Dagmāra Ķimele descreveu Asja em suas memórias, em 1996, como egoísta e uma mãe sem amor.
A neta Lācis é a aclamada diretora de teatro Māra Ķimele.